# Albert Roch
Albert Roch dit Béoc, né le 8 mai 1929 à Cuesmes (province de Hainaut) et mort le 12 avril 2020, est un auteur de bande dessinée belge francophone.

## Biographie
Albert Roch naît le 8 mai 1929 à Cuesmes dans le Borinage.
Il fréquente l'académie royale des beaux-arts de Mons de 1945 à 1946. Plus tard, il suit également des cours du soir à l'Académie royale des beaux-arts de Bruxelles.
À la fin des années 1940, Roch a vraisemblablement contribué au magazine de bandes dessinées éphémère Kim. En 1947, il fait ses débuts professionnels dans Le Petit Monde, le journal jeunesse du grand magasin bruxellois Au Bon Marché. En 1953, on lui demande de dessiner pour la succursale locale des studios Walt Disney, mais il refuse. Au lieu de cela, il devient apprenti lettreur et encreur pour le bureau de dessin des éditions Dupuis dirigé par Maurice Rosy.
En août 1966, il publie la bande dessinée d'aventure Les Bouteilles du Roi m'Bouli, mettant en vedette le personnage de Pluche, dans le mensuel bruxellois Samedi-Jeunesse. L'année suivante, l'histoire est également publiée en néerlandais sous le titre De Flessen van Koning M'Boeli dans deux numéros d'Ohee, le supplément pour enfants du journal flamand Het Volk.
Il crée également la bande dessinée humoristique Dudule pour Samedi-Jeunesse. Il met en vedette un homme chauve, fumant la pipe et portant une moustache. Grâce à l'I.F.S. syndicat, cette bande dessinée est apparue sous le titre Oom Douwe dans le magazine de bandes dessinées néerlandais Sjors (1967-1969), ainsi que Ohee (1971) et Ohee Club (1975-1977). Des années plus tard, il est replacé dans P@per (2013-2015).
Au début des années 1970, il est affilié aux éditions parisiennes Les Éditions de Lutèce, sous sa signature Béoc. Il crée les aventures d'Arim Cambier (1971) comme long récit d'appoint dans les petits formats Changor du dessinateur turc Suat Yalaz. Par la suite, pour le même éditeur, il crée dans le petit format Andoche la série humoristique Andoche et son chien. 
Entre 1972 et 1973, cette maison d'édition publie six livres solos avec cet homme barbu à lunettes et son teckel noir, Minus. Les albums contiennent également des pages de jeux.
Béoc est surtout connu pour Patrick, le petit Irlandais, une série jeunesse fantastique dont quatre livres sont publiés par Lito-Paris en 1977,. La série est également traduite en néerlandais la même année sous le titre titre Rikkie Roest par le Zuidnederlandse Uitgeverij.
Pendant 40 ans, Roch a travaillé de jour à la Poste belge. Bien qu'Hergé lui a conseillé d'arrêter son métier pour se consacrer à son art... Mais à l'époque on ne faisait pas ce qu'on voulait ! Toutes ses bandes dessinées sont réalisées pendant son temps libre. Le bureau central l'a informé que le service pouvait faire appel à un artiste pour ses publications promotionnelles. Sa bande dessinée De Weg van de Brief [« Le Chemin de la lettre »] publiée en 1989 montre le cheminement d'une lettre une fois postée jusqu'à destination. Il dessine également une bande dessinée sur un facteur, intitulée Gus De Facteur en 1986.
La dernière création d'Albert Roch est Abigail Lafortune, une Canadienne excentrique qui rencontre des personnages typiquement bruxellois lors de son séjour en Belgique. Un livre est publié par Peter Bonte.
Le travail d'Albert Roch fait l'objet d'une exposition BD de Béoc à la Maison de la laïcité à La Bouverie les 14 et 15 avril 2012 dans le cadre du mois de la bande dessinée.
Il meurt le 12 avril 2020, à l'âge de 90 ans.

## Œuvres

### Publications
- Samedi-Jeunesse[3]
  - Pluche : Les Bouteilles du roi m'Bouli - 44 pl., no 106, août 1966
  - Dudule - 4 pl., no 119, septembre 1967
  - Dudule - 2 pl., no 122, décembre 1967
  - Dudule - 6 pl., no 123, janvier 1968
  - Dudule - 2 pl., no 127, mai 1968
  - Dudule - 1 pl., no 128, juin 1968
  - Dudule - 4 pl., no 129, juillet 1968
  - Dudule - 3 pl., no 130, août 1968
  - Dudule - 2 pl., no 137, mars 1969.
- Le Vagabond[11]
  - Nat Warren - 15 pl., no 8, mars 1970.
- Le Fantôme[12]
  - Dudule et l'exactitude, gag, no 338, 1971
- Changor[11], publication de petit format
  - Arim Cambier : L'Oncle du Canada - 64 pl., no 1, juillet 1971
  - Andoche et son chien - 25 pl., no 2, août 1971
  - Arim Cambier : Le Secret du magnétophone - 50 pl., no 2, août 1971
  - Andoche et son chien - 25 pl., no 3, septembre 1971
  - Dudule - 2 pl., no 4, octobre 1971
  - Arim Cambier : Le Trésor de la baie d'Ungava - 50 pl., no 4, octobre 1971
- Andoche[11], publication de petit format
  - Andoche et son chien, no 1, février 1972
  - Andoche et son chien, no 2, mars 1972
  - Andoche et son chien, no 3, avril 1972
  - Andoche et son chien, no 4, juillet 1972
  - Andoche et son chien, no 5, octobre 1972
  - Andoche et son chien, no 6, janvier 1973.
  - Andoche et son chien, recueil nos 1-3

### Albums de bande dessinée en français

#### Patrick, le petit irlandais
- 1. Le Champignon géant, Lito-Paris, 1977
Scénario et dessin : Albert Roch - Couleurs : quadrichromie -  (ISBN 2-244-00500-3)
- 2. La Harpe d'or, Lito-Paris, 1977
Scénario, dessin et couleurs : Albert Roch -  (ISBN 2-244-00501-1)
- 3. Le Trésor de la tour, Lito-Paris, 1er trimestre 1977
Scénario et dessin : Albert Roch - Couleurs : quadrichromie -  (ISBN 2-244-00502-X)
- 4. Le Génie venu de la mer, Lito-Paris, 1er trimestre 1977
Scénario et dessin : Albert Roch - Couleurs : quadrichromie -  (ISBN 2-244-00503-8)

#### Livres
: document utilisé comme source pour la rédaction de cet article.
- Jean Van Hamme, Introduction à la bande dessinée belge, Bruxelles, Bibliothèque royale de Belgique, 1968, 80 p., ill. ; 26 cm (lire en ligne), p. 7[catalogue] publié à l'occasion de l'exposition La bande dessinée en Belgique, Bibliothèque Albert Ier, [Bruxelles], du 29 juin au 25 août 1968.
- Jacques Fiérain, « Béoc », dans La BD dans la province du Hainaut, Charleroi, Éd. l'Âge d'or, septembre 2006, 96 p., ill. ; 31 cm (ISBN 9782960046458 et 2960046455, OCLC 469651838, présentation en ligne), p. 5.
- Philippe Mellot, Michel Denni, Laurent Turpin et Isabelle Morzadec, Trésors de la bande dessinée : BDM 2023-2024 - Catalogue encyclopédique et Argus, Paris, Les Arènes, novembre 2022, 23e éd., 1677 p., ill. ; 23 cm (ISBN 9791037507280, OCLC 1351462460, présentation en ligne), p. 948. .

### Émissions de télévision
- La minute de l'artiste - Albert Roch (Béoc), présentation Philippe Englebert, émission du 15 mars 2017, sur Télé MB, (2 min 26 s).